# Arthur Fecteau
Arthur Fecteau, né le 10 août 1910 à Sainte-Marie et mort le 14 novembre 1987 à Dothan en Alabama, est un pilote, entrepreneur et pionnier de l'aviation civile au Québec. Il est propriétaire et fondateur de l'entreprise Air Fecteau, ainsi que le frère du pilote de brousse Joseph Fecteau et l'oncle du pilote de brousse Thomas Fecteau.

## Biographie
Arthur Fecteau naît le 10 août 1910 à Sainte-Marie-de-Beauce. 
En 1930, son frère Joseph Fecteau obtient sa licence de vol privé. Arthur suit ses traces, se lance lui aussi, quelques années plus tard, dans la carrière de pilote. Les frères Fecteau gagnent d'abord leur vie en offrant des tours d'avion pour public et en assurant des petits voyages pour les particuliers. C'est à cette même époque qu'Arthur Fecteau s'initie au saut en parachute. En 1933, il devient instructeur de vol à l'aérodrome du Bois Gomin, et compte parmi ses élèves Thérèse Hallé (née Lemieux), la deuxième femme pilote de l'histoire du Québec. 

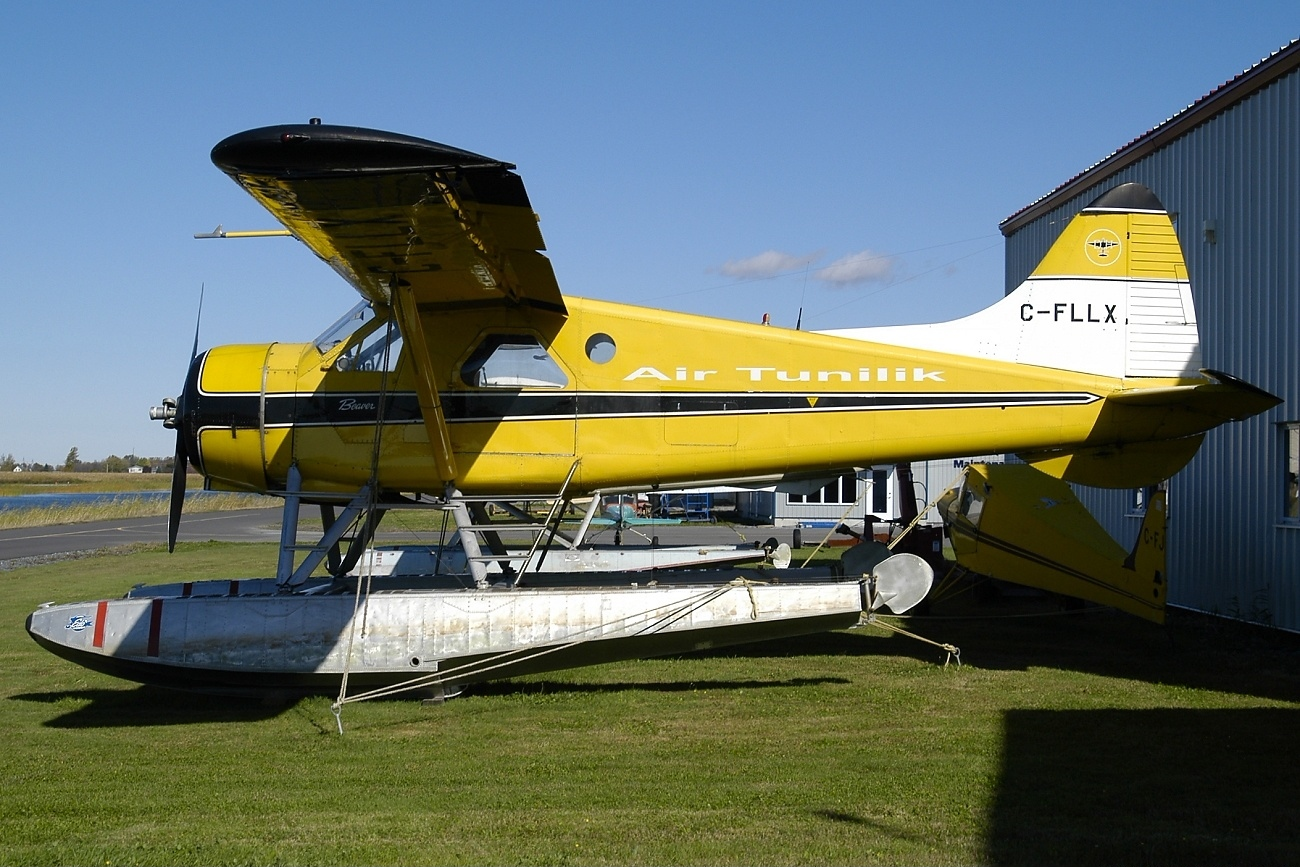
Avion Beaver utilisé dès 1959 par l'entreprise Air Fecteau.

En 1936, les frères Fecteau se séparent. Alors que Joseph entre au service de Roméo Vachon sur la Côte-Nord, Arthur se dirige vers l'Abitibi, où il œuvre au transport de fourrures. Rapidement, il fonde l'entreprise « A. Fecteau Transport aérien », aussi connue sous le nom « Air Fecteau ». Basé à Senneterre afin de bénéficier des avantages du chemin de fer, l'entreprise développe son réseau de bases aérienne et dessert des communautés telles Gagnon, Matagami, le lac Caché (Chibougamau), Fort George (Chisasibi), Fort Rupert (Waskaganish), Manawan et Obedjiwan. L'entreprise ne se concentre plus uniquement sur le commerce des fourrures et diversifie ses activités commerciales : elle assure le transport de prospecteurs, d'arpenteurs mais aussi de personnel médical, de matériel, de courrier et de castors pour leur réinsertion dans le nord. L'entreprise assure aussi les liaisons entre diverses communautés autochtones. Air Fecteau s'impose rapidement comme l'un des principaux transporteurs aériens entre l'Abitibi et Chibougamau et comme une des plus grosses entreprises d'aviation de brousse au Québec.
Au cours de sa carrière, Arthur Fecteau forme de nombreux pilotes, comme son neveu Thomas Fecteau. Son entreprise et ses pilotes contribuent aussi à cartographier le Nord-du-Québec et à l'essor de l'industrie minière de cette région. En 1967, Arthur Fecteau vend son entreprise à Québécair et prend sa retraite. Il décède le 14 novembre 1987, à l'âge de 77 ans à Dothan en Alabama.

## Toponymie
Les rues Arthur-Fecteau de Senneterre, Shawinigan et Gatineau, ainsi que les rues Fecteau de Val-d'Or, Rouyn-Noranda et Chibougamau sont nommées en son honneur.

## Hommages et distinctions
1984 : Prix Roger-Demers